# Championnat d'Irlande de football 1951-1952
Navigation
Édition précédente Édition suivante
Le Championnat d'Irlande de football en 1951-1952. Un nouveau club de Dublin fait son apparition au palmarès du championnat. Pour sa première saison St. Patrick's Athletic frappe un grand coup et remporte le titre. C’est le premier de ses huit titres de champion.
Le championnat passe de dix à douze clubs avec l’arrivée de St. Patrick’s Athletic et d’Evergreen United.

## Les 12 clubs participants
- Bohemian Football Club
- Cork Athletic Football Club
- Drumcondra Football Club
- Dundalk Football Club
- Evergreen United Football Club
- Limerick Football Club
- St. Patrick's Athletic Football Club
- Shamrock Rovers Football Club
- Shelbourne Football Club
- Sligo Rovers Football Club
- Transport Football Club
- Waterford United Football Club

## Classement
| Place | Club                           | Points | Victoires | Nuls | Défaites | Buts pour | Buts contre | Différence |
| ----- | ------------------------------ | ------ | --------- | ---- | -------- | --------- | ----------- | ---------- |
| 1er   | St. Patrick's Athletic FC      | 34     | 16        | 2    | 4        | 59        | 34          | +25        |
| 2e    | Shelbourne FC                  | 31     | 13        | 5    | 4        | 59        | 44          | +15        |
| 3e    | Shamrock Rovers                | 29     | 12        | 5    | 5        | 43        | 18          | +25        |
| 4e    | Sligo Rovers                   | 29     | 13        | 3    | 6        | 49        | 46          | +3         |
| 5e    | Evergreen United Football Club | 24     | 11        | 2    | 9        | 44        | 42          | +2         |
| 6e    | Drumcondra FC                  | 23     | 9         | 5    | 8        | 47        | 33          | +14        |
| 7e    | Bohemians FC                   | 19     | 8         | 3    | 11       | 37        | 41          | -4         |
| 8e    | Waterford United               | 19     | 8         | 3    | 11       | 47        | 54          | -7         |
| 9e    | Transport                      | 17     | 7         | 3    | 12       | 43        | 50          | -7         |
| 10e   | Cork Athletic Football Club    | 15     | 6         | 3    | 13       | 36        | 44          | -8         |
| 11e   | Dundalk FC                     | 15     | 4         | 7    | 11       | 37        | 50          | -13        |
| 12e   | Limerick FC                    | 9      | 2         | 5    | 15       | 20        | 65          | -45        |

## Source
- (en) Alex Graham, Football in the Republic of Ireland : a Statistical Record 1921–2005, Soccer Books Ltd, novembre 2005, 142 p. (ISBN 978-1862231351).